# Гранофир
Гранофир — магматическая гипабиссальная горная порода, сформировавшаяся на небольших глубинах (менее 3 км).

## Характеристика
Представляет собой мелкокристаллическую или крупнозернистую гипабиссальную породу с высоким содержанием силикатов (SiO2 63—78 %). Эта интрузивная гипабиссальная магматическая порода по химическому составу соответствует как риолитам — поверхностным вулканическим породам кристаллизирующейся выше гранофиров, так и образующемся ниже гранитам — плутоническим (абиссальным) породам, но отличается них своей кристаллической структурой сформировавшейся при относительно невысоком литостатическом давлении (менее 1 кбар).

Структура гранофира при увеличении (микроскопия с использованием поляризованного света)
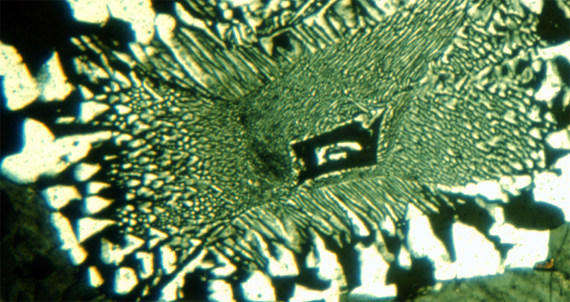
Срастание кварца и щелочного полевого шпата
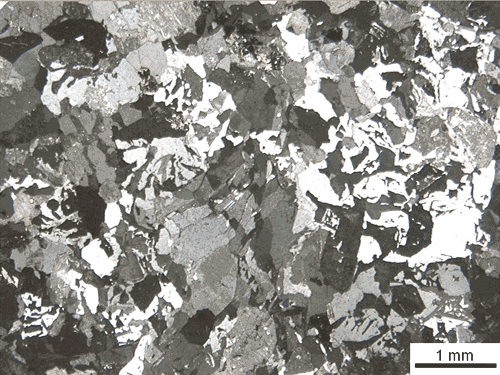
Микрофотография в поляризованном свете (одна призма Николя)
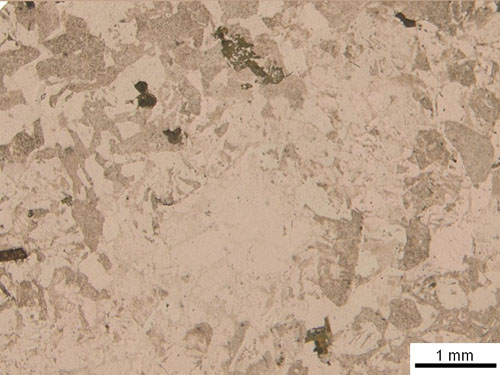
Микрофотография в поляризованном свете (с двумя скрещенными призмами Николя)
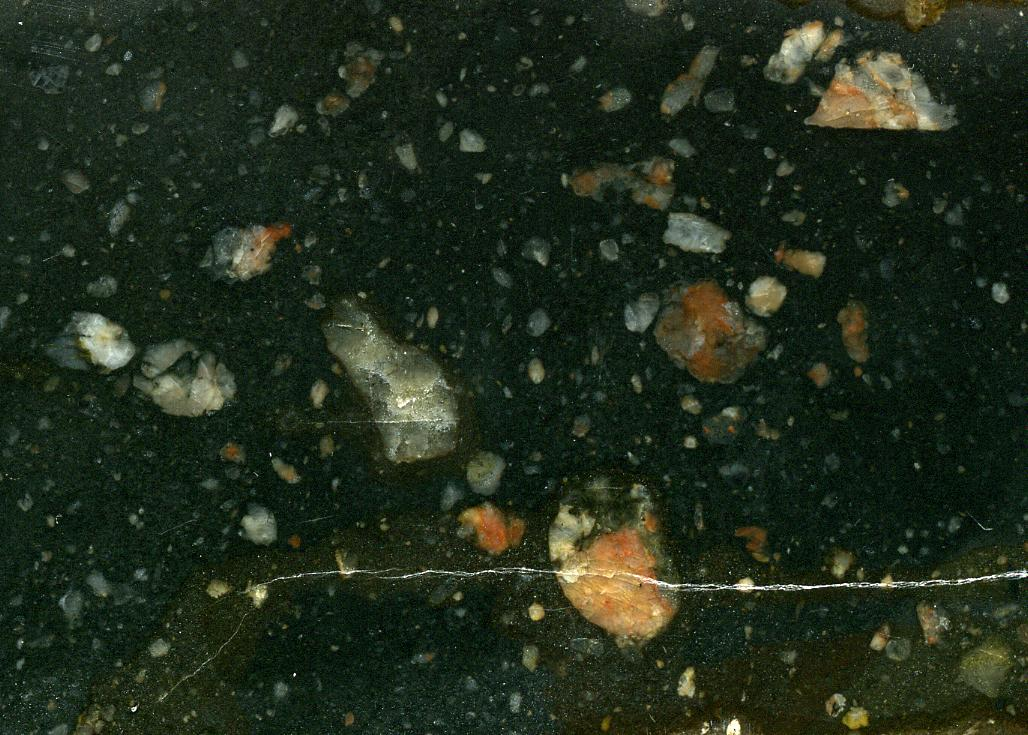
Образец гранофира из ударной структура Вредефорт в Южной Африке

Гранофир обладает тонко- или крупнозернистой структурой, так называемой гранофировой структурой, в которую входят включения кварца и калиево-натриевого полевого шпата, а также вкрапления олигоклаза, ортоклаза, пироксена, биотита и плагиоклаза. Гранофировая структура такова, что её основные составные части располагаются не в беспорядке, а в виде правильного агрегата. Данная структура свидетельствует об одновременной кристаллизации гранофира их силикатного расплава в точке эвтектики, возможно, в присутствии богатой водой фазы. Также подобная структура может образовываться в результате кристаллизации значительно переохлаждённой магмы, не обязательно в эвтектических условиях.

## Распространение
Являясь промежуточной формой между глубинными гранитами и поверхностными риолитами, гранофиры менее распространены, чем две эти группы пород. Встречаются гранофиры обычно в слоистых магматических интрузиях, в которых преобладают породы с составом, подобным составу габбро. В таких случаях гранофир может образовываться как конечный продукт фракционной кристаллизации исходной магмы, или в результате плавления горных пород, в которые была внедрена магма, или в результате комбинации этих двух процессов.
Гранофир также может образовываться как самый верхний стратиграфический слой в результате плавления верхнесредних пород земной коры при ударе метеорита. Например, верхний слой основной массы структуры Садбери в Канаде (Онтарио) сложен мелко-среднезернистыми гранитными породами с обильными гранофировыми структурами, появившимися после удара астероида диаметром до 10 км около 1,85 млрд лет назад (в палеопротерозойской эре).